# Царська вежа
55°45′08″ пн. ш. 37°37′18″ сх. д. / 55.75228° пн. ш. 37.62167° сх. д.
Царська вежа (рос. Царская башня) — наймолодша і невелика вежа Московського Кремля, архітектор невідомий. Її спорудили в 1680 році під час реконструкції Кремля, коли інші вежі були доповнені шатрами, по суті ця вежа є теремним шатром.